# Clematis salsuginea
Clematis salsuginea är en ranunkelväxtart som beskrevs av Aleksandr Andrejevitj Bunge och Wen Tsai Wang. Clematis salsuginea ingår i släktet klematisar, och familjen ranunkelväxter. Inga underarter finns listade i Catalogue of Life.